# FV214 컨커러
FV214 컨커러(영어: FV214 Conqueror,)는 제2차 세계 대전 이후 영국이 개발한 중전차이다. 소련 IS-3 전차에 대응하여 만든 전차로, 오드넌스 QF 20파운더 포보다 구경이 큰 120mm 주포를 장착했다. 정식 명칭은 "Tank, Heavy No. 1, 120 mm Gun, Conqueror"다. 컨커러는 센추리온 전차의 장거리 대전차사격을 하는 것을 목적으로 개발되었다. 컨커러는 서독에 주둔한 영국군 1개 연대에 9대씩 배치되었다. 이후 FV4201 치프틴이 개발되었고, 센추리온과 함께 치프틴으로 대체되었다.

## 디자인 및 개발
컨커러의 차대는 보병지원전차 A45를 그대로 사용했는데, A45는 1944년 A41 센추리온 전차 개발이 시작된 직후부터 시작되었다. 제2차 세계 대전 이후, 전차 기획안은 유니버셜 전차 기획안인 FV200 시리즈로 넘어오게 되었다. 200 시리즈는 자주포, 기갑수송차량 등 모든 전차에 사용할 수 있는 일반적인 차체를 가지게 되었다. 전차 1종은 FV201이라는 중전차로, 55톤의 무게에 83.4mm 포를 탑재하고 있었다. 1949년 FV201은 120mm 주포를 탑재하는 것을 변경되었고, 주포 변경으로 인해 계획이 늦어지자 FV201의 차체는 오드넌스 QF 17파운더 포를 장착한 센추리온 마크 2 포탑과 결합되었고, 명칭 역시 FV221 카나르본 마크 I이라고 명명되었다. QF 20파운더 포탑과 함께 카나르본 마크 II가 21대 제작되었다. FV221은 센추리온과 더불어 주력전차가 될 예정이었으나 센추리온의 성공으로 주력전차의 종류가 2개일 필요는 없었다. 카나르본은 차체 개발을 위한 곳에서만 사용되었다. 1955년 첫 컨커러가 제작되었다. 20대의 컨커러 마크 1과 165대의 컨커라 마크 2가 만들어졌고, 이 중 일부는 카나르본 마크 II를 변형한 것이었다. 1959년까지 생산이 이어졌다. 하지만 로열 오드넌스 L7포가 센추리온에 탑재되면서, 컨커러의 경쟁력은 떨어지게 되었다. 이에 영국 육군은 미국 M103이 사용하던 더 큰 구경의 주포를 장착했다.
장갑은 전반적으로 두꺼웠고, 전면장갑은 수직경사에서 178mm에 달했다. 하지만 커다란 포를 단 포탑의 무게와 차체의 크기가 컸기 때문에 속도는 전반적으로 느려졌다. 제2차 세계 대전 당시 처칠 전차처럼 컨커러의 험지 주파력은 뛰어났고, 더 가벼운 센추리온 전차처럼 교외에서도 운용이 가능한 것으로 판단되었다.

## 운용국
- 영국

## 같이 보기
- 센추리온 (전차)
- FV4201 치프틴
- IS-3